# 俠客行角色列表
金庸《俠客行》武俠小說的劇情角色列表。

## 主要人物
- 石破天──書中男主角，與白阿綉相戀。故事暗示他可能是石中玉的胞弟石中堅，與梅芳姑相依為命，從小以為梅芳姑是親娘，被梅芳姑取名為「狗雜種」。個性仁厚老實，「石破天」本是石中玉的化名，因長相貌似石中玉而引來一連串誤會。他虽然是文盲，但是最後卻因此習得「俠客行」中的武學而成為最絕頂的高手。
- 白阿綉──書中女主角。雪山派「威德先生」白自在之孫女，與石破天相戀。小說中唯一一個可直接分辨出石破天兄弟身份的人（張三李四只是憑武功修為看出）。
- 石中玉──生性好色、虛榮，幼年在雪山派企圖玷汙白阿綉不成，逃到長樂幫當幫主，因害怕「賞善罰惡令」躲起來，而使石破天被抓來當替死鬼，最後在石破天使用玄鐵令下被謝煙客帶去管教。
- 丁璫──丁不三之孫女，石中玉的情人，一度誤以為石破天為石中玉並與之拜堂成親，後來真相揭發後誘騙石破天再次頂替被父母押往凌霄城領罪的石中玉。
- 丁不三──外號「一日不過三」，一日殺人不超過三個，製作的「玄冰碧火酒」被丁璫拿去調和石破天的陰陽內力。新修版中補充描述其於三兄弟中排行第二，「不三」含意為「不是第三」。
- 丁不四──擅長「金龍鞭法」，看不慣他人也使用九節鞭，要把使用九節鞭都殺了。新修版中補充描述其於三兄弟中排行第三，「不四」含意為「不是第四」。年青時傾慕史小翠，競爭之下敗於白自在，但年老後仍想邀史小翠往碧螺島作客，了結當年心願。
- 石清──上清觀弟子，「玄素莊」莊主，武藝高明，石破天、石中玉的父親，黑白雙劍之一。為人光明磊落，是非分明。
- 閔柔──上清觀弟子，「玄素莊」莊主，「冰霜神劍」，石清之妻，黑白雙劍之一，劍術甚高。[1]
- 謝煙客──外號「摩天居士」。為小說中的絕頂高手之一，亦正亦邪。曾經將三枚玄鐵令贈予三位恩人，持令者可憑此要求他辦一件事，輾轉流傳，到最後由石破天手上收回，被花萬紫言語相逼須履行承諾為石破天辦事，但石破天卻從小就受養母教誨絕不能求人，僵持之下便把石破天攜往摩天崖，並引導錯誤練功望其自行身亡以絕後患。但石破天仍是把他當親人看待，大難不死後終於求了謝煙客一件事，就是將頑劣不堪的石中玉帶回摩天崖管教。[2]
- 白自在──外號「威德先生」，雪山派掌門，武功極高。年輕時因有奇遇服食大雪山頂異蛇蛇膽，使得他在雪山派本不擅長的內功方面修為大增。在丁氏兄弟來訪，妻子史小翠出走，以及阿綉自殺（後來獲救）事變後性情大變，自大成狂，濫殺無辜並直接導致雪山派內亂，後來遇上內力更強的石破天才大徹大悟，甘願取走雪山派賞善罰惡令打算到俠客島領死以作補償。
- 白萬劍──外號「氣寒西北」，白自在及史小翠之子，阿綉之父。率領長支師弟妹前往尋找犯案出走的石中玉。
- 貝海石──外號「著手成春」(因久病成醫深諳醫道)，長樂幫軍師，實質領導者，因前任幫主司徒橫拒赴俠客島而率眾將之逼走，並扶植其控制下的石中玉上任，後來石中玉出走後，則將錯就錯強說被誤認的石破天為幫主。最後被謝煙客闖長樂幫時打成重傷。

## 次要人物

### 金刀寨
- 安奉日（金刀寨大寨主）
- 李大元（金刀寨头领）-被吳道通殺死
- 周牧（金刀寨　鷹爪門）
- 馮振武（金刀寨二寨主）
- 元澄道人（金刀寨三寨主）

### 雪山派
位處西域大雪山凌霄城，以凌厲的劍法聞名當世
- 第五代掌门：威德先生白自在
- 第五代掌门夫人：史小翠

年輕時為武林中受人青睞的美女，尤其被雪山派掌門白自在和六合丁家丁不四愛慕，但史小翠的雙親見白自在地位和前途較高，於是將史小翠嫁給了白自在。素來不喜歡白自在的傲慢自負，但是丁不四的人品更差不得芳心。
史小翠嫁給白自在後，無所事事便開始專門研究如何攻破雪山劍法，即日後自創武學金烏刀法。石中玉強姦阿綉未遂事件爆發後，史小翠和白自在發生口角，史小翠被打了一記耳光，憤怒離去，在雪山下救起自殺未遂的阿綉。
祖孫二人離開雪山派後，修練無妄神功不慎導致動彈不得，又遇到丁不四被其逼迫上自己居住的碧螺山以如多年的心願。石破天從中救出史小翠和阿綉，三人流落到紫煙島躲避敵人追捕。起先史小翠以為石破天是石中玉差點取他性命，阿綉直覺認出石破天不是石中玉後，史小翠見石破天能一個晚上就學到不少雪山劍法招式的資質，於是在紫煙島開創金烏派，並收了石破天為徒，也將他改名為史億刀，表示金烏派實力強過雪山派（史是跟姓；億是相對雪山派萬字輩而言；刀是相對白萬劍）。
儘管史小翠自稱為金烏派的祖師婆婆，但仍是雪山派的掌門夫人，尤其在回凌霄城時發生的叛變事件上掌握雪山派的實權。
- 第五代弟子：廖自砺、梁自进、成自学、齐自勉（均為白自在師弟）
- 第六代弟子：氣寒西北白萬劍、風火神龍封萬里、寒梅女俠花萬紫、耿萬鐘、王萬仞、柯萬鈞、孫萬年（被丁不三所殺）、褚萬春（被丁不三所殺）、汪萬翼、呼延萬善、聞萬夫、張萬風、李萬山、包萬葉、時萬年、蘇萬虹(封萬里回憶因其觸怒白自在，被白自在所殺)、陸師弟(封萬里回憶中被白自在所殺)、燕師弟(白自在第七弟子，封萬里回憶時曾提及其觸怒白自在而被白自在一掌打到腦漿迸裂慘死)、杜師弟(封萬里師弟，封萬里回憶提到白自在大怒之下削其一條腿)、趙師弟、錢師弟(趙錢二人是白萬劍師弟、聞萬夫與呼延萬善等師兄，與張萬風皆為南方人，後被白萬劍命令白萬劍教導眾師弟武功時去外面把風)
- 第七代弟子：石中玉（已叛逃）、阿綉
  - 白萬劍和封萬里因劍法凌厲，齊名為雪山雙傑。

門派武功
- 雪山劍法
  - 雪山派鎮派劍術，因為雪山派祖師生性愛梅，七十二路劍法中夾雜梅花、梅萼、梅枝、梅幹的形態，古樸飄逸，兼而有之。和金烏刀法配合，可使威力大增。
- 神倒鬼跌三連環
  - 白自在的得意絕技，一揪、一抓、一絆，接連三招，曾勝過許多高手
- 金烏刀法
  - 白自在妻室史小翠針對雪山劍法所創的刀式，招招剋制雪山劍法，但也能補全其缺陷，因此若刀劍齊使，威力大大增強。

### 長樂幫
- 司徒橫（『東霸天』『八爪金龍』長樂幫創始幫主，新修版改為『快馬彎刀』）
- 米橫野（長樂幫香主）
- 貝海石（『著手成春』）：長樂幫的重要人物，前幫主司徒橫的副手
- 雲香主（長樂幫香主）
- 侍劍（長樂幫丫鬟，舊版死於丁噹之手，並嫁禍石破天。新修版則是被石破天所救。)
- 展飛（長樂幫外五堂中豹捷堂）
- 邱山風（長樂幫虎猛堂香主）
- 陳沖之（長樂幫獅威堂）

### 上清觀
- 天虛（上清觀掌門）
- 沖虛（上清觀）
- 照虛（上清觀）
- 通虛道人（上清觀）
- 靈虛（上清觀）

### 梅花拳
- 梅文馨：原本隱藏身分，假作其姐妹要來向丁不四報仇，推丁不四落海時顯現出其身分。
- 梅芳姑：梅花拳掌門，丁不四與梅文馨之女，因為愛慕石清，由愛生恨，擄走他們的兒子石中堅（也就是石破天）取名為狗雜種，扶養其長大。

### 青城派
- 旭山道長：舊版為川西青城派掌門人，新版則改為崆峒派。多年以前接到賞善罰惡令，因不願前往俠客島以內力將令牌融成廢銅想嚇走張三李四，結果反被張三李四打死。
- 清空：青城派。

### 俠客島
- 龍島主：絕頂高手，石破天解開俠客行武功後同結義兄弟木島主圓寂。
- 木島主：絕頂高手，石破天解開俠客行武功後同結義兄弟龍島主圓寂。
- 張三：為石破天與李四義兄，俠客島使者手執「賞善罰惡令」，應為龍島主弟子。
- 李四：為石破天義兄；張三義弟，俠客島使者手執「賞善罰惡令」，應為木島主弟子。

### 少林派
- 妙諦方丈（少林派掌門）
- 普法大師（少林派內武功僅次於妙諦方丈）

### 其他
- 吳道通（『雙筆』）【手持玄鐵令而被金刀寨追殺，情急之下把玄鐵令藏在燒餅之中。被金刀寨砍成重傷而詐死，醒來後卻發現燒餅被狗雜種撿去，與他爭奪時傷重不治】
- 大悲老人（白鯨島主）【本姓程，死於長樂幫徒眾之手】
- 成大洋（飛魚幫的幫主）【賞善罰惡使所殺】
- 胡大哥（鐵叉會）
- 癩頭黿王老六（鐵叉會）【被鐵叉會胡大哥殺死】
- 尤得勝（山西伏虎門　鐵叉會會主）【中石破天的毒而死】
- 愚茶道長（武當派掌門）
- 善本長老（五台山）-中惡疾而死
- 苦柏道長（昆崙派）-中惡疾而死
- 莊震中（『一飛沖天』鷹爪門）
- 楊光（江南松江府『銀戟』）
- 范一飛（『遼東鶴』鶴筆門掌門）
- 風良（錦州青龍門的掌門人）
- 呂正平（長白山畔快刀掌門人『紫金刀』）
- 高三娘子（萬馬莊女莊主『飛鳳刀』）
- 西門觀止（『西門秀才』）
- 解文豹
- 聶立人（河北通州聶家拳掌門，表面行善，暗中無惡不作，被俠客島所滅。）
  - 聶宗台(聶立人之子)
  - 聶宗泰(聶立人之子)
- 鄭光芝
- 溫仁厚（山東八仙劍掌門）